# Mark Bittman
Mark Bittman est un journaliste, auteur et chroniqueur culinaire américain. Il a tenu une chronique hebdomadaire pour le The New York Times, appelée The Minimalist (« le minimaliste »), parue entre le 17 septembre 1997 et le 26 janvier 2011. Bittman continue d'écrire pour le New York Times Magazine, et participe à la section Opinion du journal. Il tient également un blog.

## Cuisine
Mark Bittman a produit de nombreux livres, articles, et émissions de télévision sur l'alimentation et la cuisine. L'International Association of Culinary Professionals (en) (Association internationale des professionnels de la cuisine) a décerné un prix à ses livres Fish (1995), How to cook everything (1999), The Minimalist cooks at home: recipes that give you more flavor from fewer ingredients in less time (2001), et How to cook everything vegetarian: simple meatless recipes for great food (2008).
Il a également reçu de l'IACP le Bert Greene award for food journalism en 1995 pour ses articles « Lunchtime, Main street, USA » et « A tour through the first market of France » parus dans Eating well magazine.
La James Beard Foundation lui a remis des prix pour son livre Jean-Georges: cooking at home with a four-star Chef (1999), coécrit avec Jean-Georges Vongerichten (chef cuisinier français installé à New York), son livre How to cook everything (1999), et son émission de télévision du même nom en 2006. Il est également nommé trois fois pour un prix de la James Beard Foundation, en 1995 dans la catégorie « Journalisme » (pour son article « Lunchtime, Main street, USA »), et en 2008 dans les catégories « Livre » (pour How to cook everything vegetarian) et « Émission de télévision » (pour The best recipes in the world with Mark Bittman).

## Opinions
En décembre 2007, il donne une conférence intitulée « What's wrong with what we eat? », dans laquelle il traite de l'impact qu'ont nos habitudes alimentaires sur l'environnement et la santé. Il prône notamment la réduction de la consommation de viande et de produits transformés. Il développe son point de vue en 2008 dans deux articles du New York Times intitulés « Rethinking the meat-guzzler » et « The future of fish? ». puis en publiant en 2009 le livre Food Matters (traduit et adapté pour le public français par Damien Galtier et Christophe Billon sous le titre Mangeons responsable !). Il se décrit lui-même comme flexitarien.

## Publications (liste non-exhaustive)
- Mangeons responsable ! [« Food Matters »]  (trad. de l'anglais), Ixelles éditions, 23 septembre 2009
- L'histoire aberrante de l'alimentation. 10 000 ans d'impacts sur la santé et l'environnement [« Animal, Vegetable, Junk: A History of Food, from Sustainable to Suicidal »]  (trad. de l'anglais), Éditions Actes Sud, 2024 (lire en ligne)
- (en) The Best Recipes in the World, Potter/Ten Speed/Harmony/Rodale, 2009 (lire en ligne)